# Ákos Elek
Ákos Elek (Ózd, 21 de julio de 1988) es un exfutbolista húngaro que jugaba en la demarcación de centrocampista.

## Selección nacional
Tras jugar en la sub-21, finalmente el 5 de junio de 2010 debutó con la selección de fútbol de Hungría en un partido amistoso contra los Países Bajos que finalizó con un resultado de 6-1 a favor del combinado neerlandés tras los goles de Robin van Persie, Wesley Sneijder, un doblete de Arjen Robben, Mark van Bommel y Eljero Elia por parte de los Países Bajos, y de Balázs Dzsudzsák por parte de Hungría. Además disputó la clasificación para la Eurocopa 2012, la clasificación para la Eurocopa 2016 y la clasificación para la Copa Mundial de Fútbol de 2014. Fue convocado por el seleccionador Bernd Storck para jugar la Eurocopa 2016.

### Goles internacionales
| # | Fecha                | Estadio                                  | Oponente | Gol | Resultado | Competición |
| - | -------------------- | ---------------------------------------- | -------- | --- | --------- | ----------- |
| 1 | 10 de agosto de 2011 | Estadio Ferenc Puskás, Budapest, Hungría | Islandia | 4–0 | 4-0       | Amistoso    |

## Clubes
| Club               | País       | Año       | Partidos | Goles |
| ------------------ | ---------- | --------- | -------- | ----- |
| Kazincbarcikai SC  | Hungría    | 2004-2008 | 64       | 13    |
| Videoton FC        | Hungría    | 2008-2009 | 39       | 5     |
| Videoton FC "B"    | Hungría    | 2009-2010 | 2        | 1     |
| Videoton FC        | Hungría    | 2010-2012 | 43       | 6     |
| Eskişehirspor      | Turquía    | 2012      | 3        | 0     |
| Diósgyőr VTK       | Hungría    | 2012-2015 | 87       | 7     |
| Changchun Yatai FC | China      | 2015      | 28       | 2     |
| Diósgyőr VTK       | Hungría    | 2016-2017 | 31       | 6     |
| FC Kairat Almaty   | Kazajistán | 2017-2019 | 63       | 0     |
| MOL Fehérvár FC    | Hungría    | 2019-2021 | 49       | 2     |
| MOL Fehérvár FC II | Hungría    | 2021-2022 | 9        | 0     |

## Palmarés

### Campeonatos nacionales
| Título                     | Club         | País    | Año  |
| -------------------------- | ------------ | ------- | ---- |
| Nemzeti Bajnokság I        | Videoton FC  | Hungría | 2011 |
| Copa de la liga de Hungría | Diósgyőr VTK | Hungría | 2014 |
| Copa de Hungría            | MOL Vidi FC  | Hungría | 2019 |